# Ankhialoszi csata (708)
Az ankhialoszi csata (bolgárul: Битката при Анхиало) 708-ban a bolgár Pomorje mellett játszódott le é. sz. 42° 33′, k. h. 27° 39′42.550000°N 27.650000°E.

## A konfliktus kezdetei
705-ben Tervel bolgár kán segített Bizánc régebbi császárának, a 10 évig száműzetésben élő II. Jusztinianosz császárnak, hogy vissza tudja szerezni hatalmát. Hálája jeléül Jusztinianosz hatalmas mennyiségben adott a bolgároknak aranyat, ezüstöt és selymet, valamint megkapták Zagora területét is, ami Sztara Zagora, Szliven és a Fekete-tenger között fekszik. Három évvel később Jusztinianosz elég erősnek érezte magát ahhoz, hogy megtámadja Bulgáriát, és visszaszerezze az elvesztett területeket.

## A csata
A bizánci sereg elérkezett Ankhialosz erődítményéhez, de nem figyeltek arra, hogy a bolgár hadsereg a környéken volt. Míg a támadó hadsereg élelmet gyűjtött, Tervel és lovassága megtámadta a leginkább kívül állomásozó bizánci sereget. Ugyanebben az időben a gyalogság is megtámadta a tábort. A bizánciak meglepődtek, és összezavarodtak. Legtöbbjük életét vesztette a csatában vagy fogságba került. Sok lovat és hadi felszerelést is zsákmányoltak. A császár azon nagyon kevés ember közé tartozott, aki megpróbálta elérni az erődítményt, s aki hajóval el tudott menekülni Konstantinápolyba.

## Következménye
A bolgárok több száz évre megőrizték az így megszerzett területüket. 711-ben, mikor Jusztinianosznak egy felkelés miatt segítséget kellett kérnie, Tervel csak 3 000 katonát küldött a megsegítésére, akik számos összecsapást követően az új császárral közösen Bulgária biztonságát szolgálták.

## Fordítás
- Ez a szócikk részben vagy egészben  a   Battle of Anchialus (708) című angol Wikipédia-szócikk ezen változatának fordításán alapul.  Az eredeti cikk szerkesztőit annak laptörténete sorolja fel. Ez a jelzés csupán a megfogalmazás eredetét és a szerzői jogokat jelzi, nem szolgál a cikkben szereplő információk forrásmegjelöléseként.